# جيسيكا هارت (روائية)
جيسيكا هارت (بالإنجليزية: Jessica Hart)‏‏ (القرن 20 في أكرا - ) روائية من غانا.